# Добротворни сајам
„Добротворни сајам” (енгл. The Field Bazaar) је приповетка Артура Конана Дојла, први пут објављена 20. новембра 1896. године у посебном „Сајамском броју” часописа The Student, публикацији студентског представничког већа Универзитета у Единбургу. Ово је прича о Шерлоку Холмсу, објављена под ауторским текстом Конана Дојла и у којој се појављују и Холмс и његов партнер, доктор Вотсон. Међутим, већина стручњака је третира као пародију или пастиш који није погодан за укључивање у традиционални канон Шерлока Холмса од 60 прича, иако има оних који се не слажу с овом тврдњом.

## Радња
Прича почиње Шерлоком Холмсом и доктором Вотсоном за доручком у дневној соби њихове резиденције у Улици Бејкер 221б. Холмс на основу прегршт трагова закључује да коверта коју Вотсон држи садржи позив за „помоћ на добротворном сајму на Универзитету у Единбургу”. Затим закључује, на Вотсоново запрепашћење, „да је посебна помоћ за коју су Вас замолили та да пишете у њиховом албуму, као и да сте већ одлучили да ће овај инцидент бити тема вашег чланка.” Холмс се затим враћа читању својих јутарњих новина.

## Позадина
Године 1896, представничко веће студената на Универзитету у Единбургу, на коме је некада студирао Конан Дојл, прикупљао је новац за изградњу павиљона на новом универзитетском игралишту за крикет у кварту Крејглокхарт, југозападно од центра Единбурга. Главни догађај прикупљања средстава био је сајам, одржан од 19. до 21. новембра 1896. у Единбуршкој музичкој дворани. Један од артикала за продају на догађају био је специјални сајамски број недељника студентског већа, The Student, који је садржи радове неколико популарних аутора, укључујући Конана Дојла, Џ. М. Барија, Волтера Безанта, Вилијама Мјура и Луиса Трејсија. Допринос Конана Дојла, „Добротворни сајам”, био је веома кратка прича — дугачка две странице — о Вотсоновим везама са Универзитетом у Единбургу и његовим данима на колеџу када је играо крикет. Прича је објављена у редовном броју часописа који је претходио сајму:
Др А. Конан Дојл, још један од наших дипломаца, допринео је оригиналној причи са Шерлоком Холмсом. Сви се сећамо огорчења изазваног смрћу поштованог детектива пре неколико година. Ово је једина прича о Шерлоку Холмсу објављена од тада, а писцу морамо да се захвалимо што је љубазно помогао нама и сајму.
И у свом првом издању након сајма, The Student је пријавио одушевљење читалаца, пишући:
Добили смо добар део бесплатних савета од људи који су били љубазни да купе сајамски број; али један човек је заиста био изненађен. Након што је покушао да добије свој примерак за шест пенија, рекао нам је да би сваке недеље требало да имамо причу Конана Дојла! Само The Strand и The Idler објављују приче о Шерлоку Холмсу у различитим интервалима, и када чак и овакви часописи могу да добију ограничену количину рукописа од талентованог аутора — па, где ми долазимо?
Ипак, приповетка је после сајма нестала из видокруга јавности и није поново објављен за живота Конана Дојла.

## Поновно откриће
Прича се поново појавила 1934. године, када ју је власник копије сајамског броја часописа The Student, подстакнут публицитетом око оснивања друштва Шерлок Холмс у Лондону (претеча модерног Лондонског друштва Шерлок Холмс), послао шефу Друштва, А. Г. Макдонелу. Макдонел је одштампао 100 примерака приче.  Делио их је другим члановима Друштва и, када је посетио Сједињене Државе, њиховим америчким колегама, Нерегуларнима Улице Бејкер. Нерегуларни су објавили своје издање 1947. године. Од тада, „Добротворни сајам” је поново објављиван неколико пута, укључујући појављивања у збиркама које су уређивали водећи проучаваоци Конана Дојла и Холмса. Сва модерна издања исправљају типографску пропуст из оригиналне верзије из 1896. — недостатак наводника на крају приче.

## Радио-адаптације
Приче о Шерлоку Холмсу, које су емитоване на радију Springbok у Јужној Африци од 1979. до 1985. године, користиле су ову приповетку као почетак једне од сопствених епизода, такође под називом „Добротворни сајам”, у којој Холмс и Вотсон путују на Вотсонов бивши факултет да реше убиство на терену за крикет.
Прича је укључена у радио-адаптацију „Станарке под велом” која је емитована 2006. године као део радио-серије Класичне авантуре Шерлока Холмса.